# Ribeira do Farelo
A Ribeira do Farelo é um pequeno ribeiro português, com 19,8 km de comprimento, que nasce na Serra de Monchique, vindo a desaguar como afluente no rio Alvor.

## Descrição e história
No Plano de Gestão de Região Hidrográfica, publicado pela Agência Portuguesa do Ambiente em Janeiro de 2022, a Ribeiro do Farelo está classificada como «Rio do Sul de pequena dimensão natural».
É cruzado pela Ponte Ferroviária do Farelo, que transporta a Linha do Algarve.
No passado poderá ter sido navegável, fornecendo um eixo de transporte às populações associadas aos Monumentos Megalíticos de Alcalar, durante a época do calcolítico.